# Louis Dufourcet
Louis Dufourcet, né le 1er août 1866 à Dax où il est mort le 21 décembre 1941 est un historien français. Il est le sixième président de la société de Borda.

## Biographie
Louis Dufourcet naît le 1er août 1866 à Dax et est le fils de Josèphe-Marie Gardillane et d'Eugène Dufourcet, historien spécialiste des Landes et président de la Société de Borda. Il en devient membre en avril 1900 à la mort de son père, puis président de 1938 à 1941. Pendant la Seconde Guerre mondiale, il sauve la société et la bibliothèque de la destruction par l'occupant.
Il est agent d'assurance, président du tribunal de commerce de Dax et secrétaire général du syndicat d'initiative. Il meurt à son domicile rue Chanzy le 21 décembre 1941.

## Œuvres
- Petite histoire de la ville de Dax (2017[note 1])[6]
  - Tome 1 (2017)
  - Tome 2 (2019)
- Bulletin de la Société de Borda[7] ,[note 2]
  - L'Aquitaine historique et monumentale : époque Gallo-Romaine (1925)
  - L'Aquitaine historique et monumentale : époque de la pénétration du christanisme (1928)
  - L'Aquitaine historique et monumentale : époque féodale (1929)
  - L'Aquitaine historique et monumentale : époque de la renaissance et de la réforme (1930)
  - L'Aquitaine historique et monumentale : époque de la monarchie française aux XVII et XVIIIe siècles (1932)
  - L'Aquitaine historique et monumentale : époque de la révolution française (1934)